# Pic de Bastan
Pic de Bastan (lub Pic de Baztan) – szczyt górski położony we francuskiej części Pirenejów, w departamencie Pireneje Wysokie, na terenie gminy Vielle-Aure, około 20 km od granicy z Hiszpanią.